# TVS Telexpress
TVS Telexpress fu una delle prime emittenti private locali italiane a trasmettere via etere. Aveva sede a Castelvecchio Pascoli, nella Garfagnana, in provincia di Lucca, presso il centro polifunzionale "Il Ciocco" (da cui TeleCiocco, la successiva denominazione del canale).

## Storia

### Gli esordi e lo sviluppo tecnico
La rete nacque verso la fine del 1976 in seno alla S.I.T. (Società Impianti Televisivi) del gruppo toscano Marcucci (di proprietà dei fratelli Leo e Guelfo Marcucci), attivo soprattutto nel settore degli emoderivati. La S.I.T., prima di entrare nel mercato televisivo privato, aveva già cominciato a investire nel mercato delle cosiddette radio libere già nel 1975, con un'emittente chiamata proprio Tele Radio Express. All'inizio la rete TV, oltre a trasmettere programmi di produzione propria, faceva anche da ripetitorista in Italia dei programmi di Telemontecarlo (questo tipo di attività era consentito alle TV locali in seguito all'entrata in vigore della legge 103/1975).
Nel giro di qualche mese, usufruendo delle infrastrutture tecniche già presenti in molte aree d'Italia (Lombardia, Veneto, Liguria, Piemonte, Emilia-Romagna, Lazio, Campania, Puglia), la SIT favorì la creazione di stazioni locali, quali: Telenord Milano; Teleradio Mare Mediterraneo a Genova; Telexpress 2 a Bologna; Tele San Marco a Padova; ATC Telesud a Napoli; Teledue a Torino; Teleurbe a Roma.
Nel marzo 1976, queste emittenti, che prima avevano programmazioni simili ma autonome, si collegarono in interconnessione (simile a quello delle syndication statunitensi), per irradiare il Rally de Il Ciocco; questa è stata probabilmente la prima trasmissione in diretta nazionale della storia delle televisioni private italiane. 

### La nascita di Elefante TV e Videomusic
Nel 1977 molte trasmissioni toscane venivano diffuse in diretta sulle emittenti del gruppo, e nel 1979 esse vennero formalmente consorziate per irradiare una programmazione comune (fatta salva qualche finestra locale) sotto il marchio Elefante TV, il cui slogan era "Divertiti come un Elefante". In questa occasione la diffusione sul territorio nazionale si ampliò con l'ingresso nel network anche di stazioni non di proprietà dei Marcucci. Le emittenti consorziate furono: in Lombardia Royal, ex Telenord Milano, canali 39 e 63 (di proprietà); TVC Varese, canale 60 e Radio Tele Garda; in Toscana TRE - Tele Radio Express-Teleciocco, canali 51, 59 e 65 (di proprietà); in Piemonte Telemontoso di Torino, canale 65 e Quartarete; in Veneto ATV di Rovigo, canali 35, 27, 38, 41, F, 59, 61 e 69 e Tele S. Marco di Rovigo (di proprietà): in Friuli ATF; nella Marche TV Centro Adratica di Pesaro; nel Lazio GBR, canali 33 e 47 e Teleurbe (di proprietà); in Umbria ATV e Tele Città Oggi di Terni; in Abruzzo Tele Teramo; in Sardegna Nuova Tele Etere Sassari e Tele Isola Nuoro; in Campania ATC Telesud, canali 65 e 66 (di proprietà) e Tele Salerno 1; in Puglia RTF di Foggia; in Calabria RTC Catanzaro; in Sicilia Video Siracusa, Tele Radio Occidentale della provincia di Trapani, ITC di Palermo, Tele Radio Canicattì di Agrigento, Radio Video Mediterraneo della provincia di Ragusa.
Così, con la nascita di Elefante TV, TVS Telexpress cessò di trasmettere e produrre programmi in proprio per fare solo da "ripetitrice" dei programmi di emittenti come PIN Primarete Indipendente di Rizzoli, Canale 2000 e Videomusic, emittente di carattere nazionale fondata da Marialina Marcucci e Pier Luigi Stefani.

### Oggi
Erede di TVS Telexpress è Noi TV di Lucca, sempre di proprietà della famiglia Marcucci e sorta nel 1988 dopo la cessione di Elefante TV a Telemarket nel 1987.